# Rio Cărunta
O Rio Cărunta é um rio da Romênia, afluente do Ciobănuş, localizado no distrito de Bacău.